# Draft WNBA
Il Draft WNBA è il sistema di trattative per cui le società che partecipano alla Women's National Basketball Association, la massima divisione professionistica di pallacanestro negli Stati Uniti d'America, scelgono le nuove giocatrici, proveniente dalle squadre partecipanti alla National Collegiate Athletic Association o da campionati stranieri.

## Storia
Il Draft WNBA è stato istituito nel 1997, lo stesso anno della creazione del campionato. È stato un draft atipico, in quanto era diviso in tre parti. Il 22 gennaio sedici giocatrici furono assegnate alle otto squadre, senza un ordine prestabilito: quattordici provenivano dai principali college americani, Michele Timms dall'Australia e Elena Baranova dalla Russia.
Il 27 febbraio le squadre parteciparono all'Elite Draft: questa volta c'era un ordine di assegnamento. La prima scelta fu Dena Head per le Utah Starzz; tre giocatrici provenivano da campionati esteri (Janeth Arcain dal Brasile, Mikiko Hagiwara dal Giappone e Zheng Haixia dalla Cina). Il 28 aprile si passò al Draft vero e proprio, diviso in quattro turni. La prima scelta fu Tina Thompson per le Houston Comets.
Dal 1998 al 2000 il draft si semplificò: dopo un primo turno libero, chiamato Expansion Draft, in cui le squadre cedevano le giocatrici fra di loro, si passava ai quattro turni del draft vero e proprio. Le prime scelte di questo triennio furono Margo Dydek, Chamique Holdsclaw e Ann Wauters. Al termine delle trattative 1998 e 1999, si ebbero degli Expansion Draft aggiuntivi.
Nel 2001 venne abolito l'Expansion Draft: il 20 aprile si svolsero i quattro turni canonici e la prima scelta fu Lauren Jackson, ceduta dalla squadra australiana del Canberra Capitals alle Seattle Storm. Lo stesso giorno del 2002 Seattle scelse al primo turno Sue Bird dell'Università del Connecticut: la formula era rimasta invariata.
Il 24 aprile 2003 il WNBA Draft cambiò ancora formula. A causa del fallimento di Miami Sol e Portland Fire, si rese necessario un Dispersal Draft che riassegnò le giocatrici rimaste libere. Subito dopo si proseguì con le scelte, questa volta divise su tre turni. Aprirono le Cleveland Rockers, che presero LaToya Thomas al primo turno.
Il 6 gennaio 2004, a causa del fallimento di Cleveland, si effettuò un altro Dispersal Draft, seguito il 17 aprile dal normale draft. Prima scelta per Phoenix Mercury fu Diana Taurasi. Il 16 aprile 2005 a Secaucus si svolse il primo Draft WNBA in diretta televisiva, sull'emittente ESPN2. La prima scelta fu fatta dalle Charlotte Sting, che presero Janel McCarville.
Il 16 novembre 2005 venne ripescato l'Expansion Draft, a cui partecipò solo la nuova squadra delle Chicago Sky. Il 5 aprile 2006 si svolse il regolare Draft WNBA, a Boston: per la prima volta si teneva al di fuori del New Jersey. Trasmesso ancora in diretta televisiva, la prima scelta Seimone Augustus fu delle Minnesota Lynx.
L'8 gennaio 2007 si svolse il Dispersal Draft per il fallimento di Charlotte, seguito il 4 aprile da quello tenutosi a Cleveland. La prima scelta sarebbe toccata alle San Antonio Silver Stars, ma con un cambio di regole fu assegnata a Phoenix, che girò la prima scelta Lindsey Harding a Minnesota.

## Prime scelte
| Anno | Giocatrice         | Nazionalità | College/Squadra                | Scelta da                                      |
| ---- | ------------------ | ----------- | ------------------------------ | ---------------------------------------------- |
| 1997 | Dena Head          | Stati Uniti | University of Tennessee        | Utah Starzz                                    |
| 1998 | Margo Dydek        | Polonia     | Akademia Wychowania Fizycznego | Utah Starzz                                    |
| 1999 | Chamique Holdsclaw | Stati Uniti | University of Tennessee        | Washington Mystics                             |
| 2000 | Ann Wauters        | Belgio      | Valenciennes                   | Cleveland Rockers                              |
| 2001 | Lauren Jackson     | Australia   | Canberra Capitals              | Seattle Storm                                  |
| 2002 | Sue Bird           | Stati Uniti | University of Connecticut      | Seattle Storm                                  |
| 2003 | LaToya Thomas      | Stati Uniti | Mississippi State University   | Cleveland Rockers                              |
| 2004 | Diana Taurasi      | Stati Uniti | University of Connecticut      | Phoenix Mercury                                |
| 2005 | Janel McCarville   | Stati Uniti | University of Minnesota        | Charlotte Sting                                |
| 2006 | Seimone Augustus   | Stati Uniti | Louisiana State University     | Minnesota Lynx                                 |
| 2007 | Lindsey Harding    | Stati Uniti | Duke University                | Phoenix Mercury (ceduta a Minnesota)           |
| 2008 | Candace Parker     | Stati Uniti | University of Tennessee        | Los Angeles Sparks                             |
| 2009 | Angel McCoughtry   | Stati Uniti | University of Louisville       | Atlanta Dream                                  |
| 2010 | Tina Charles       | Stati Uniti | University of Connecticut      | Connecticut Sun                                |
| 2011 | Maya Moore         | Stati Uniti | University of Connecticut      | Minnesota Lynx                                 |
| 2012 | Nneka Ogwumike     | Stati Uniti | Stanford University            | Los Angeles Sparks                             |
| 2013 | Brittney Griner    | Stati Uniti | Baylor University              | Phoenix Mercury                                |
| 2014 | Chiney Ogwumike    | Stati Uniti | Stanford University            | Connecticut Sun                                |
| 2015 | Jewell Loyd        | Stati Uniti | University of Notre Dame       | Seattle Storm                                  |
| 2016 | Breanna Stewart    | Stati Uniti | University of Connecticut      | Seattle Storm                                  |
| 2017 | Kelsey Plum        | Stati Uniti | University of Washington       | San Antonio Stars                              |
| 2018 | A'ja Wilson        | Stati Uniti | University of South Carolina   | Las Vegas Aces                                 |
| 2019 | Jackie Young       | Stati Uniti | University of Notre Dame       | Las Vegas Aces                                 |
| 2020 | Sabrina Ionescu    | Stati Uniti | University of Oregon           | New York Liberty                               |
| 2021 | Charli Collier     | Stati Uniti | University of Texas at Austin  | New York Liberty (ceduto a Dallas via Seattle) |
| 2022 | Rhyne Howard       | Stati Uniti | University of Kentucky         | Atlanta Dream                                  |
| 2023 | Aliyah Boston      | Stati Uniti | University of South Carolina   | Indiana Fever                                  |
| 2024 | Caitlin Clark      | Stati Uniti | University of Iowa             | Indiana Fever                                  |
| 2025 | Paige Bueckers     | Stati Uniti | University of Connecticut      | Dallas Wings                                   |

## Italiane al draft
La prima italiana scelta al Draft WNBA è stata Catarina Pollini, ingaggiata dalle Houston Comets nel 1997. Solo nel 2006 le italiane tornano a farsi vedere nel campionato professionistico americano: si tratta di Laura Macchi e Francesca Zara, acquistate dalle Chicago Sky. Nel 2007 è Kathrin Ress a passare nella WNBA, proveniente però dal College di Boston, ingaggiata dalle Minnesota Lynx. Nel 2022 è Lorela Cubaj ad essere scelta, proveniente dal Georgia Institute of Technology, scelte dalle Seattle Storm, esordendo però con le New York Liberty. Nel 2024 Matilde Villa è stata selezionata dalle Atlanta Dream con la 32ª chiamata assoluta.